# Émile Boirac
Émile Boirac   (Guelma, 26 d'agost de 1851 - Dijon, 20 de setembre de 1917) va ser un filòsof, parapsicòleg i esperantista francès. És recordat per la creació del terme déjà vu que va aparèixer per primer cop el 1876 en una carta al director a la revista Revue philosophique i posteriorment al seu llibre L'Avenir des Sciences Psychiques, on també defineix la metagnomia, el coneixement adquirit sense l'ús dels sentits, el que avui es coneix com a percepció extrasensorial. Com a filòsof, la seva principal obra va ser la seva tesi de doctorat La Idea del Fenomen. En ella, l'autor dialoga amb les teories dels filòsofs Renouvier i Fouilée sobre la substància i la realitat del món exterior des del punt de vista de l'idealisme.
A més, Boirac va ser un pioner de la interdisciplinarietat. El seu propòsit era contribuir a eixamplar els dominis del coneixement. Estudiava els fets sense prejudicis, apartant-se així de les categories preestablertes. Per aquest motiu, formulà sempre les seves conclusions de manera que poguessin ser científicament comprovades. Boirac es preguntava si els fets psíquics podien explicar-se per mitjà de les lleis de la psicologia general i s'inclinava a afirmar que aquests fets revesteixen un caràcter especial, sui generis, i impliquen l'existència i l'activitat de l'esperit com un principi diferent del pensament conscient.
El 1898 va ser nomenat rector de la Universitat de Grenoble, on va crear l'institut electrotècnic d'aquesta ciutat. Posteriorment, el 1902 va ser també rector de la Universitat de Dijon. També va formar part del Consell de Consulta de la Sociedad Magnetológica Argentina, que havia estat fundada per l'espiritista paraguaià Ovidio Rebaudi. En aquest Consell hi havia altres figures de la ciència del moment, com Charles Richet (Premi Nobel de Medicina), César de Vesme, Enrico Morselli o Théodore Flournoy. També va formar part del grup d'investigadors que van portar a terme experiments amb la mèdium Eusapia Palladino.
Com a esperantista, Boirac va ser un gran promotor d'aquesta llengua auxiliar internacional, que havia conegut a Dijon mitjançant el professor i matemàtic Charles Méray. Va ser el president del primer Congrés Universal d'Esperanto, celebrat a la localitat francesa de Boulogne-sur-Mer entre el 7 i el 12 d'agost de 1905. Com a mostra del reconeixement dels seus coneixements lingüístics, va ser escollit per Zamenhof com a president de la Lingva Komitato. Des d'allà va defensar fermament els principis del Fundamento dels atacs dels defensors de l'ido. El 1912 va fundar, juntament amb Camille Chaigneau l'associació mundial d'esperantistes espiritistes. També va presidir la l'Akademio de Esperanto.

## Obres
Filosofia i parapsicologia
- Oeuvres philosophiques de Leibniz volume 1 i volume 2 (F. Alcan, 1900).
- Boirac, Emile, & Magendie, A. Leçons de psychologie appliquée à l'éducation (Paris, F. Alcan, 1902).
- La psychologie inconnue: introduction et contribution à l'étude expérimentale des sciences psychiques (F. Alcan, 1908).
- Fouillée, Alfred & Boirac, E. Esquisse d'une interpretation du monde: d'après les manuscrits de l'auteur (Paris: F. Alcan, 1913).
- L'Avenir des Sciences Psychiques (F. Alcan, 1917).

Esperanto
- Traducció a l'esperanto de la Monodalogia de Leibniz (1902)
- Ŝlosileto kvarlingva (1903)
- Perdita kaj retrovita (1905)
- Qu'est-ce que l'espéranto? (1906)
- Le Congrès espérantiste de Genève (1906)
- Pri la homa radiado (1906)
- Traducció a l'esperanto del Don Juan de Molière (1909)
- Raporto de la Prezidanto de la Lingva Komitato al la Universala Kongreso de Esperanto Arxivat 2002-05-14 a Wayback Machine. (1908)
- Traducció a l'esperanto de La història de l'altre Rei Mag, de Henry van Dyke (1909)
- Plena Vortaro E-E-a (1909)
- Le problème de la langue internationale (1911)
- Vortaro de la Oficialaj Radikoj (1911)
- Fundamentaj principoj de la vortaro esperanta (1911)